# Mad Doctor
Mad Doctor è un videogioco di avventura dinamica pubblicato nel 1985 per Commodore 64 dalla Creative Sparks, etichetta del gruppo britannico Thorn EMI. Il protagonista è il "dottore pazzo" prof. Blockenspiel che, come nella storia di Frankenstein, vuole animare un essere umano realizzato con parti di cadaveri.

## Modalità di gioco
Il giocatore controlla Blockenspiel che inizia l'avventura nel suo castello e dovrà aggirarsi nel territorio del vicino villaggio di Strudelburg per procurarsi il necessario per completare il suo esperimento. L'area di gioco è composta da sei zone collegate da sentieri e passaggi sotterranei: il castello, la zona povera del villaggio con le locande, la collina di Lightning Hill, il centro del villaggio con gli edifici importanti come ospedale e stazione di polizia, una labirintica foresta e la chiesa con relativo cimitero.
Ogni zona è composta da diversi luoghi con visuale fissa tridimensionale, ma l'effetto della prospettiva c'è soltanto sugli sfondi, mentre i personaggi non cambiano dimensioni quando si avvicinano o allontanano. I luoghi sono collegati da porte o passaggi, mentre per cambiare zona ci si sposta su una mappa a grande scala.
Il personaggio si può muovere in tutte le direzioni con il joystick, mentre per eseguire particolari azioni si deve scorrere con joystick o tastiera un elenco dei possibili comandi, che cambiano a seconda della situazione, ad esempio se è presente un certo oggetto appare l'opzione per esaminarlo. Periodicamente si deve anche mangiare, bere e riposare. Nel pannello informativo, oltre al comando selezionato, si hanno le barre dell'energia e della salute, lo stato di agitazione dei paesani, il nome del luogo attuale e un orologio che indica il ciclo delle ore.
L'obiettivo di Blockenspiel è procurarsi i cadaveri da trasportare nel laboratorio del castello per combinarne i vari pezzi. Per completare la creatura sono necessarie 5 parti del corpo e una sbarra d'acciaio per imbullonarla. Le parti devono provenire da corpi diversi ed essere sufficientemente fresche e di buona qualità, altrimenti si può fallire l'esperimento e ottenere una creatura ostile. I paesani si aggirano abitualmente nel villaggio e Blockenspiel, oltre a rubare corpi già morti, può anche ucciderli appositamente per procurarsi le parti. Ciò può causare l'ostilità degli altri paesani fino ad attaccare il protagonista a loro volta. Per compiere le azioni più losche è opportuno approfittare della notte e della solitudine.
Sarà necessario trovare anche altre attrezzature, come acido fenico per disinfettare le parti e sedativo per tenere sotto controllo la creatura. Quando la creatura è assemblata bisogna trasportarla al cerchio di pietre mistico di Lightning Hill, dove un fulmine potrà darle la vita grazie a un aquilone metallico da procurarsi in precedenza. Infine, solo se la creatura è stata realizzata correttamente, Blockenspiel potrà presentarla al salone del villaggio per ottenere il riconoscimento della propria scoperta e completare il gioco.